# Draft d'expansion NBA 1961
La draft d'expansion NBA de 1961 est le premier projet d'expansion organisé par la National Basketball Association (NBA). Elle a eu lieu le 26 avril 1961 à l'occasion de la création de la franchise des Packers de Chicago, qui ont sélectionné huit joueurs non protégés par les autres équipes, afin d'établir un effectif pour la saison 1961-1962. Les Packers ont par la suite subi plusieurs changements de nom et délocalisations, avant de déménager à Washington D.C. où ils sont actuellement connus sous le nom de Wizards de Washington.
Les Packers nommé le quadruple All-Star et l’ancien entraîneur des Lakers de Minneapolis, Jim Pollard, comme premier entraîneur de la franchise,. Les Packers ont sélectionné huit joueurs non protégés, un de chacune des autres équipes de la NBA. Leurs sélections comprennent l’ancien deuxième choix de draft Archie Dees des Pistons de Détroit. Cependant, lui et Barney Cable n’ont joué que brièvement pour les Packers avant d’être échangés aux Hawks de Saint-Louis en échange de l’ancien premier choix de draft Sihugo Green, l’ancien All-Star Woody Sauldsberry et Joe Graboski. Dave Budd, qui a été choisi parmi les Knicks de New York, a été échangé de suite aux Knicks sans jouer aucun match pour les Packers. Il a été échangé contre l’ancien deuxième choix de draft Charlie Tyra et Bob McNeill. Six joueurs de la draft d’expansion se sont joints aux Packers pour leur saison inaugurale, mais seulement deux ont joué plus d’une saison pour la franchise. Bobby Leonard allait ensuite devenir entraîneur de l’équipe.

## Sélections
| Joueur       | Poste              | Nationalité | Équipe précédente        | Années d'expérience en NBA | Saisons avec la franchise | Réf.   |
| ------------ | ------------------ | ----------- | ------------------------ | -------------------------- | ------------------------- | ------ |
| Dave Budd    | Ailier             | États-Unis  | Knicks de New York       | 1                          | —                         | [ 6 ]  |
| Barney Cable | Ailier Ailier fort | États-Unis  | Nationals de Syracuse    | 3                          | 1961 ; 1963-1964          | [ 7 ]  |
| Gene Conley  | Ailier fort Pivot  | États-Unis  | Celtics de Boston        | 4                          | —                         | [ 8 ]  |
| Ralph Davis  | Arrière            | États-Unis  | Royals de Cincinnati     | 1                          | 1961-1962                 | [ 9 ]  |
| Archie Dees  | Ailier fort Pivot  | États-Unis  | Pistons de Détroit       | 3                          | 1961                      | [ 5 ]  |
| Andy Johnson | Ailier Ailier fort | États-Unis  | Warriors de Philadelphie | 3                          | 1961-1962                 | [ 10 ] |
| Bob Leonard  | Meneur             | États-Unis  | Lakers de Los Angeles    | 5                          | 1961-1963                 | [ 11 ] |
| Dave Piontek | Ailier fort Pivot  | États-Unis  | Hawks de Saint-Louis     | 5                          | 1961-1962                 | [ 12 ] |